# پنتس
پِنتس (به مجاری:  Penc) یک شهرداری در مجارستان است که در ناحیه واتس واقع شده‌است. پنتس ۲۱٫۳۴ کیلومتر مربع مساحت و ۱٬۴۶۰ نفر جمعیت دارد.